# Pailou'ao
Pailou'ao är en ort i Kina. Den ligger i provinsen Hunan, i den södra delen av landet, omkring 310 kilometer väster om provinshuvudstaden Changsha. Antalet invånare är 830.
Runt Pailou'ao är det ganska tätbefolkat, med 185 invånare per kvadratkilometer. Närmaste större samhälle är Anjiang, 18,4 km öster om Pailou'ao. I omgivningarna runt Pailou'ao växer i huvudsak blandskog.
Genomsnittlig årsnederbörd är 1 725 millimeter. Den regnigaste månaden är maj, med i genomsnitt 282 mm nederbörd, och den torraste är december, med 52 mm nederbörd.